# Kék szem forrás

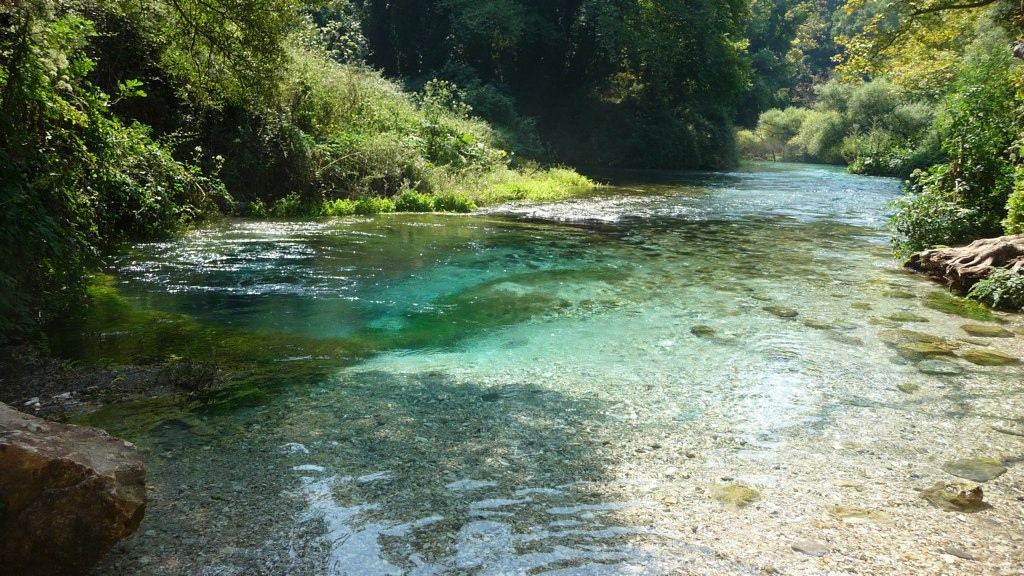
A Kék szem forrás

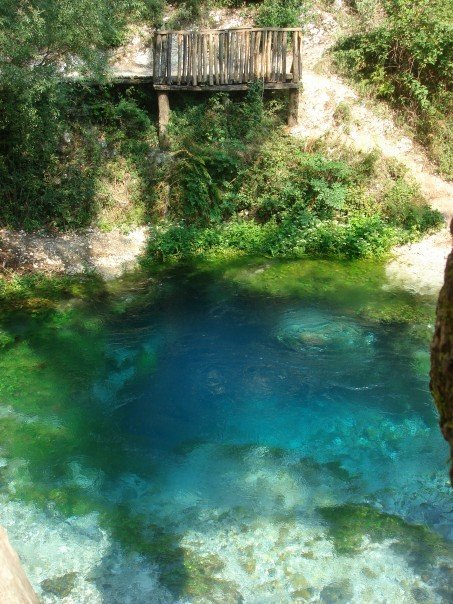
A Kék szem forrás

A Kék szem forrás (albán nyelven: Syri i kaltër) vízforrás és különleges természeti jelenség Albániában, a Vlora megyei Muzina közelében. A népszerű turistalátványosságnak számító forrás tiszta, kék vize egy több mint ötven méter mély medencéből tör fel – a búvárok ötven méterig ereszkedtek le, de a karsztlyuk pontos mélysége még nem ismert.
Innen ered a Bistrica folyó, amely 25 km hosszú és Sarandától délre torkollik a Ión-tengerbe.
A forrás a tengerszint fölött 152 méterre fekszik, vízkibocsátása 18 400 l/s. 
A másodpercenként több mint 7 m³ vízhozamú, 11-12 fokos víz olyan erővel tör fel, hogy a forrás közepén 10-15 cm-t emelkedik. Ha beledobunk a közepébe egy követ, az nem merül el rögtön, hanem oldalra úszik, és csak akkor tud elmerülni. Búvárok többször megpróbáltak utánajárni, hogy milyen mély lehet, de olyan erős a feltörő víz, hogy képtelenség oda lemerülni. Állítólag a görögországi Joáninai-tóval van összeköttetésben, de ez csak feltételezés, még nem bizonyított a kapcsolat.
A forrás környezete (180 hektár) természetvédelmi terület, tölgy- és szikomorfákkal, mintegy húsz további forrással. 2004 nyarán a forrás egy időre kiszáradt.

## Eredettörténet
A forrás kialakulásának legendája szerint a területen egy sárkány uralkodott, amely elapasztotta a vizet, és elrabolta a lányokat, megnehezítve ezáltal a helyiek életét. Az emberek végül megölték, s miközben haldoklott, szeméből tiszta vizű forrás fakadt, mely a mai Bistrica folyóvá szélesedve a ritka növényzetet sűrűvé és erőssé táplálta és általuk fényt teremtett. A legenda jelentése, mint sok más (sárkányos) legendának is, a jó és a rossz harca: egy sárkány, amely elapasztja a vizet és elrabolja a lányokat gyűlölni való, míg az a tény, hogy az elpusztult állat szeméből az élet forrása fakad, a jót és a rosszat eggyé olvasztja.

## Külső hivatkozások
- A Kék szem forrás (Syri i kalter) Archiválva 2017. május 14-i dátummal a Wayback Machine-ben

## Fordítás
- Ez a szócikk részben vagy egészben  a   Blue Eye, Albania című angol Wikipédia-szócikk ezen változatának fordításán alapul.  Az eredeti cikk szerkesztőit annak laptörténete sorolja fel. Ez a jelzés csupán a megfogalmazás eredetét és a szerzői jogokat jelzi, nem szolgál a cikkben szereplő információk forrásmegjelöléseként.